# 金正勲 (法学者)
金 正勲（キム・ジョンフン、1973年 - ）は、作家。元慶應義塾大学大学院政策・メディア研究科特任准教授。元フジテレビ解説キャスター。経歴詐称で知られる。別名・ジョン・キム。

## 概略
韓国生まれ。日本に国費留学。米インディアナ大学博士課程単位取得退学。中央大学博士（総合政策）。
2004年より、慶應義塾大学デジタルメディア・コンテンツ統合研究機構助教授、2009年から2013年まで同大学大学院政策・メディア研究科特任准教授を務めた。他にも、ドイツ連邦防衛大学博士研究員、英オックスフォード大学客員上席研究員、米ハーバード大学インターネット社会研究所客員研究員、「BSフジLIVE プライムニュース」ブレインキャスター、韓国Naver社諮問委員、GREEの利用環境向上委員会メンバー等を歴任した。
2012年5月に発刊した『媚びない人生』の著者欄に関する表記について、慶應義塾大学では2012年6月6日に調査委員会を発足、金本人にヒアリングを行った。その結果、大学の職位表記において「特任」の省略、海外職歴においては「ハーバード大学客員教授」「オックスフォード大学上席研究員」と表記するのは社会通念的に不適切であるとして、7月17日に文書による厳重注意が行われた。
「ハーバード大学 visiting scholar」は「ハーバード大学訪問研究員」の表記が通常であり、応募時履歴書にあるように訪問の字が入った「オックスフォード大学訪問上席研究員」又は「オックスフォード大学客員上席研究員」が適切であろうとした。
これに対して金は、自身のHPにおいて経歴問題に関する説明を掲載している。
2008年ごろから、日本政府の知財本部、IT戦略本部、内閣官房情報セキュリティセンター（NISC）の検討資料が韓国に流出しており、韓国検索サイトNAVERの諮問委員でもある金准教授が流したと疑われている。